# Ganz normal anders
Ganz normal anders. Auskünfte schwuler Männer war das erste Interviewbuch mit schwulen Männern in der DDR. Es wurde 1989 von Jürgen Lemke herausgegeben und gehört zu den wichtigsten Vertretern der Dokumentarliteratur in der DDR.

## Geschichte
Seit 1981 führte der Ökonom Jürgen Lemke Interviews mit etwa dreißig schwulen Männern und wandelte diese dann nach dem Vorbild von Maxie Wanders Guten Morgen, du Schöne in monologische Selbstauskünfte um.
Das Manuskript wurde 1986 beim Aufbau-Verlag in Ost-Berlin eingereicht. 1988 erschien ein kurzer Vorabdruck in der Literaturzeitschrift Temperamente.
Im Frühjahr 1989 wurde Ganz normal anders zuerst im Luchterhand Literaturverlag in Frankfurt am Main mit vierzehn Porträts in einer Auflage von 5000 Exemplaren herausgegeben, und sechs Wochen später im April im Aufbau Verlag in Ost-Berlin mit 30.000 Exemplaren.
Es war das erste Buch mit Selbstdarstellungen schwuler Männer in der DDR.
Jürgen Lemke verfasste außerdem das Theaterstück Männerbiographien in der DDR. Ich bin schwul, in dem er weitere Texte mit aufnahm. Dieses wurde 1990 im Theater im Palast in Ost-Berlin uraufgeführt.
Die Bücher erhielten gute Resonanzen in der DDR und in der Bundesrepublik, allerdings ging das Interesse auf Grund der politischen Veränderungen seit dem Herbst 1989 zurück.
Jürgen Lemke wurde nach den Veröffentlichungen durch seine Auftritte bei Lesungen ungewollt zu einem der wenigen bekannten Vertretern der Schwulen in der DDR.

## Inhalt
In der Ausgabe im Aufbau Verlag von 1989 gibt es vierzehn Porträts (in dreizehn Kapiteln). Die Ausgabe im Luchterhand Literaturverlag enthält den gleichen Text, mit anderen Seitenzahlen. Das vierte Kapitel ist über Charlotte von Mahlsdorf (Lothar) mit dem Titel des späteren Films über sie.
- Ganz anders und normal?  Irene Runge, 7
- Heroische Geschichten lassen sich von uns nicht erzählen. Erich, 1900–1986, Arbeiter, 13
- Ich bin ein Mann und möchte mit einem Mann leben. Dieter, geboren 1946, Arbeiter, 33
- Ich bin meine eigene Frau, Lothar, geboren 1927, Konservator, 54
- Weil ich schwul bin, bin ich nicht besser und nicht schlechter als die andern. T., geboren 1963, Kellner, 76
- Eigentlich leben wir wie ein kinderloses Ehepaar. Peter, geboren 1944, Schriftsetzer; Volker, geboren 1948, Außenhandelskaufmann, 97
- Sexus und Eros sind für mich nicht unter einen Hut zu bringen. J. A. W., geboren 1917, Maler und wissenschaftlicher Mitarbeiter, 123
- Die Gesellschaft hätte mehr von mir haben können. Joseph, geboren 1944, Ökonom, 146
- Ich betrüge meine Frau mit einem Mann R., geboren 1935, LPG-Bauer, 166
- In meiner Umgebung gelte ich als verkrachte Existenz. Winne, geboren 1963, Angestellter, 183
- Das ist mein junger Freund, wir lieben uns! K., geboren 1907, Drogist, 202
- Mit Saufen macht man keine Punkte Body, geboren 1947, Arbeiter, 222
- Ich möchte normal sein. N., geboren 1944, freiberuflich , 240
- Wer ich bin und was ich will, ist eng verbunden mit meiner Sexualität. Bert, geboren 1961, Arbeiter, 262

## Ausgaben
Deutsche Originaltexte
- Weil ich schwul bin, bin ich nicht besser und nicht schlechter als die anderen. In: Temperamente. Blätter für junge Literatur, 4/1988, S. 114–127; Teilvorabdruck

- Ganz normal anders. Auskünfte schwuler Männer aus  der DDR. Mit einer Vorbemerkung von Irene Runge. Luchterhand Literaturverlag, Frankfurt am Main, 1989, 257 Seiten (5000 Exemplare) Kurzauszüge

- Ganz normal anders. Auskünfte schwuler Männer. Mit einer Vorbemerkung von Irene Runge. Aufbau, Berlin, Weimar 1989, 285 Seiten, (30000 Exemplare), zweite Auflage 1990 (mit 60.000? Exemplaren)
- Männerbiografien in der DDR. Ich bin schwul. Henschel, 1989, Theatertext, Uraufführung am 14. Januar 1990 im Theater im Palast in Ost-Berlin[4][5]; davon gab es eine Fotoausstellung von Barbara Köppe im Künstlerklub Die Möwe im März 1990[6]

Übersetzungen
- Gay voices from East Germany. Interviews. Edited by John Bornemann, Indiana University Press, Bloomington, Indianapolis, (USA), 1991
- Pilnīgi normāli citādi, [Übersetzt von] Pēteris Krūms. Daugavpilī [1995]  (lettisch)

- Es waren auch eine tschechische und eine russische Ausgabe geplant

### Fachliteratur
- Lucie Smejkalová: Deutschsprachige Männer-Protokoll-Literatur, Univerzita Karlova, Praha 2020, S. 55–64, Diplomavá práce (Diplomarbeit in deutscher Sprache, vor allem zum strukturellen Aufbau des Buches)
- Hans Joachim Schröder: Interviewliteratur zum Leben in der DDR. Max Niemeyer, Tübingen, 2001, S. 292ff. Textanfang; auch in Neuauflage 2012

### Rezensionen
Bundesrepublik Deutschland
- Endlich erwacht. In: Spiegel, 17/1989, vom 23. April 1989 Text, mit einigen Hintergrundinformationen

DDR
- Anne Gabrisch: Ganz natürlich anders. Zu Jürgen Lemke, Ganz normal anders. Auskünfte schwuler Männer. Mit einem Vorwort von Irene Runge. Berlin 1989. In: Temperamente. Blätter für junge Literatur, 3/1989, S. 150–154
- Ursula Püschel: "... eine Sehnsucht nach Harmonie". Jürgen Lemke, Ganz normal anders. Auskünfte schwuler Männer. Berlin, Weimar. In: Neue Deutsche Literatur (ndl). Zeitschrift für deutschsprachige Literatur und Kritik. 38/1990, S. 135–141
- Ursula Sillge, Hartmut Bosinski: Meinungen. Zu Jürgen Lemke, ‚Ganz normal anders'. In: Temperamente. Blätter für junge Literatur, 5/1990, S. 147–150

Zum Theaterstück
- Octavia Winkler: Angst hat viele Farben. 'Männerbiografien in der DDR: Ich bin schwul' von Jürgen Lemke. Theater im Palast, Berlin. Regie: Vera Oelschlegel. Ausstattung/Projektionen/Video Gino Hahnemann. In: Theater der Zeit. Zeitschrift für Theater und Politik. 45/1990, 5, S. 5